# إسماعيل الخشاب
إسماعيل الخشاب هو إسماعيل سعد إسماعيل بكر عبد الله الوهبي المصري، أبو الحسن، المعروف بالخشاب. ولد في القاهرة، درس في الأزهر لفترة قصيرة، ثم اعتمد على التثقيف الذاتي، بقراءة التراث الأدبي، والشعري خاصة، والتصوف والتاريخ.

## نبذة
احترف بيع الأخشاب فلحقت صنعته باسمه، كما عمل بحرفة الشاهد في المحاكم، واشتغل بتدوين الحوادث أثناء حملة نابليون على مصر.
اشتغل محرراً في أول جريدة عربية.
كان أحد أركان الحياة الأدبية في عصره، وكان نديماً للجبرتي والعطار، ويوصف في تاريخ الجبرتي بأنه كاتب سلسلة التاريخ، والأديب الأريب الناظم.

## الإنتاج الشعري
- له ديوان السيد الشريف أبو الحسن إسماعيل بن سعد الوهبي الحسيني المصري الشافعي، المعروف بالخشاب، الطبعة الأولى - مطبعة الجوائب - قسطنطينية سنة 1882م.

### الأعمال الأخرى
- أشار الجبرتي إلى كثير من الرسائل، والمكاتبات، وأشاد بنثره، ولكنه لم يوثق منه شيئاً.
شاعر تقليدي، تطلع بشعره إلى طبائع عصره، فجرى على نمطه، فكانت قصائده مصنوعة، ولم يلتفت إلى الحوادث المستجدة ولا إلى الثقافة الوافدة. مدح شيوخه وكبراء عصره، وبدأ مدائحه بالنسيب، وتغزل عن تجريب وتفاعل، ولكن شعره ينضح صنعة وتقليداً. كتب الموشحة وجارى فيها طبائع الأندلسيين والمشارقة من الوشاحين.

### مؤلفاتة التاريخية
الف كتاب كتاب أخبار أهل القرن الثاني عشر تاريخ المماليك في القاهرة.
كتاب حوادث الزمان ووقايع الديوان.
كتاب خلاصة ما يراد من أخبار الأمير مراد.

## الوفاة
توفي بالقاهرة سنة 1815م.